# Ulvaceae
Le Ulvaceae sono una famiglia di alghe verdi, composta da sette generi:
- Blidingia (H. Kylin, 1947)
- Capsosiphon (Gobi, 1879)
- Chloropelta
- Enteromorpha (Link, 1820)
- Percursaria (Bory De St. Vincent, 1828)
- Ulva (Linnaeus, 1753)
- Ulvaria (F. J. Ruprecht, 1850)

La specie probabilmente più conosciuta è la lattuga di mare (Ulva lactuca).